# ماريوس سادوفيك
ماريوس سادوفيك (بالرومانية: Marius Sadoveac)‏ مواليد 7 مايو 1985 في تيميشوارا، هو لاعب كرة يد روماني يلعب كجناح أيمن. مثل منتخب رومانيا لكرة اليد.

## المسيرة الاحترافية
لعب مع بوليتخنيكا تيميشوارا في الدوري الروماني في سنة 2008، ثم لعب مع دوبروجا سود كونستانتسا من سنة 2008 إلى 2014، ثم لعب مع مينور بايا ماري في الدوري الروماني من سنة 2014 إلى 2016.

## الإنجازات
- الدوري الروماني لكرة اليد:
  - الميدالية الذهبية: 2009، 2010، 2011، 2012، 2013، 2014، 2014–15
- كأس رومانيا:
  - الفوز: 2011، 2012، 2013، 2014، 2015
- كأس أوروبا لكرة اليد:
  - المركز الرابع: 2013–14